# Grusnarv
Grusnarv (Arenaria humifusa) är en art i familjen nejlikväxter.
Grusnarven är 2-3 cm hög och växer mycket sällsynt på basisk mark i fjälltrakterna. En växtplats lär vara i klippspringor i sänkan mellan Stuor och Unna Tuki i Padjelanta nationalpark. Här i trakterna upptäcktes den första gången 1807 av botanisten Göran Wahlenberg.